# Tikka T3

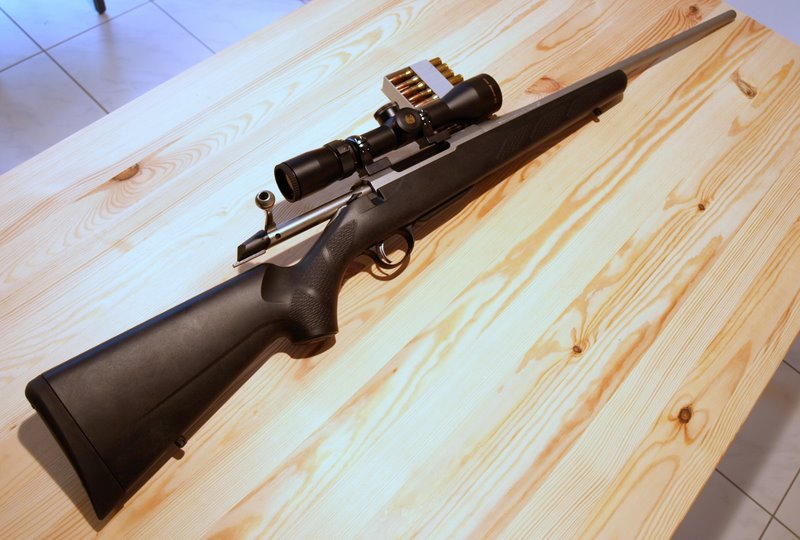
Tikka T3

Tikka T3 — серия карабинов с продольно-скользящим затвором с ручным поворотом рукояти, разработанная финской фирмой SAKO в 2003 году.
В 2016 была выпущена серия улучшенных моделей Tikka T3, получившая название Tikka T3x.

## Варианты
- Tikka T3 Lite — корпус из чёрного пластика, ствол из воронёной высокопрочной стали.
- Tikka T3 Hunter — корпус полностью отделан деревом.
- Tikka T3 Tactical
- Tikka T3 Varmint — имеет тяжелый утолщённый ствол.
- Tikka T3 Battue — короткоствольное ружье.
- Tikka Stainless — металлические детали изготовлены из высококачественной нержавеющей стали.

## Применение
- Канада: Канадские рейнджеры объявили в 2015 году о переходе на эти винтовки и отказе от прослуживших почти 70 лет британских винтовок Lee-Enfield No.4 Mk.I[4].